# غردوان
غردوان (بالكردية: گردڤان) هي إحدى القرى التابعة لـمرغور في ريف قسم سيلوانه من مقاطعة أرومية، في محافظة أذربیجان الغربیة الإيرانية.

## السكان
حسب إحصاءات سنة 2006، بلغ إجمالي السكان في غردفان 1259 نسمة وعدد المساكن 211 مسكن. لغة سكان غردفان هي اللغة الكردية و هم من أهل السنة والجماعة والمذهب الشافعي.